# 염주말

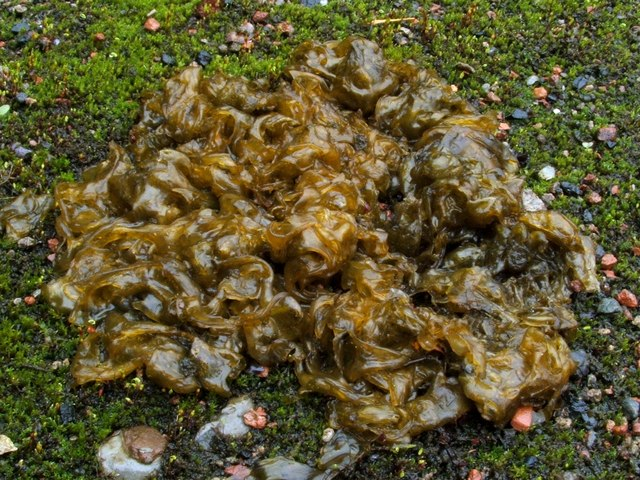

염주말(念珠－, nostoc commune)은 원핵생물로 염주말과의 염주말속(Nostoc)을 이루는 종이다. 세포사는 구형이나 원형 세포로 연결되어 있으며, 이것의 군데군데에는 이형 세포라는 특수한 세포가 존재한다. 일반적으로 염주말류는 세포에서 분비되는 일정한 모양의 한천 물질 속에 다수의 세포사가 묻혀서 군체를 이루고 있다. 대부분 늪이나 논 등에서 자란다.

## 참고 문헌
- 이 문서에는 다음커뮤니케이션(현 카카오)에서 GFDL 또는 CC-SA 라이선스로 배포한 글로벌 세계대백과사전의 "염주말" 항목을 기초로 작성된 글이 포함되어 있습니다.